# La obra de arte en la época de su reproductibilidad técnica

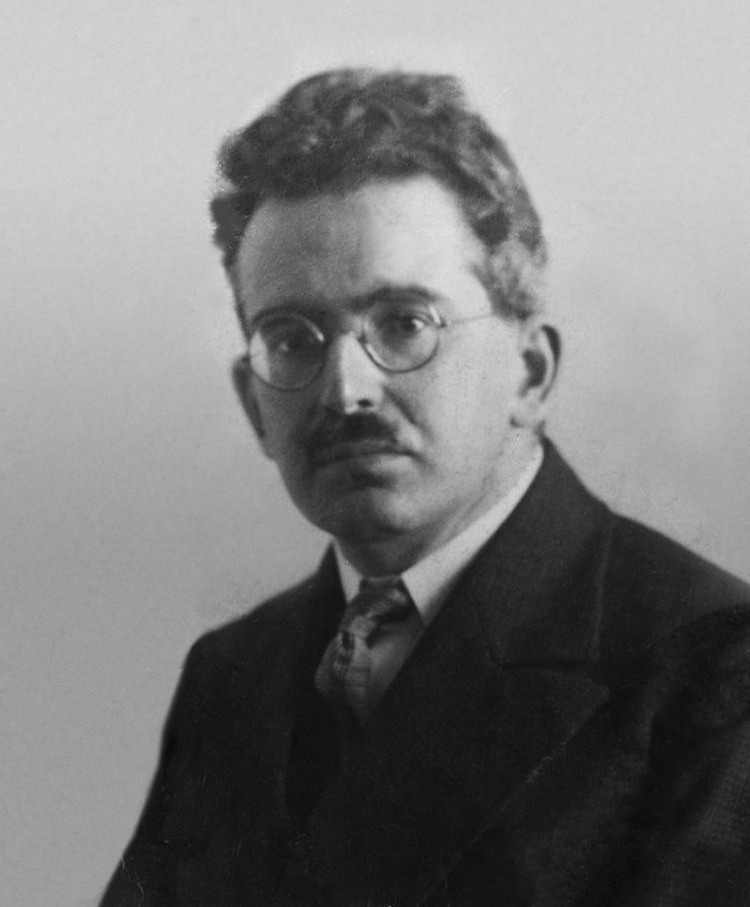
El filósofo alemán Walter Benjamin en 1928.

La obra de arte en la época de su reproducibilidad técnica (Das Kunstwerk im Zeitalter seiner technischen Reproduzierbarkeit en alemán) es un ensayo de 1936 publicado originalmente en francés (L’œuvre d’art à l’époque de sa reproduction mécanisée) en la revista Zeitschrift für Sozialforschung, escrito por el crítico y filósofo marxista Walter Benjamin.

## Contexto histórico
Este ensayo fue escrito cuando Adolf Hitler era canciller de Alemania, en un esfuerzo por describir una teoría del arte que fuera útil para la formulación de demandas revolucionarias en la política del arte. En ausencia de cualquier valor ritual o tradicional, el arte, en la época de su reproducibilidad técnica, tendría repercusiones políticas que hasta ese momento no se habían previsto, particularmente a través de la fotografía y el cine.

## Temas

### Pérdida del aura y politización del arte
Walter Benjamin identifica el aura con la singularidad, la experiencia de lo irrepetible. La reproducción técnica destruye dicha originalidad, ya que solo es posible calibrar el valor ritual de un objeto a partir de su valor exhibido. Al existir múltiples reproducciones, se pierde la originalidad y, en consecuencia, el arte se vuelve un objeto cuyo valor no se puede establecer con respecto a su funcionamiento dentro de la tradición. 
En la época de la reproducción técnica de la obra de arte lo que se atrofia es el aura de esta. El proceso es sintomático; su significación señala por encima del ámbito artístico. Conforme a una formulación general: la técnica reproductiva desvincula lo reproducido del ámbito de la tradición.
Benjamin relaciona la pérdida del aura en un nivel estético con una tendencia social general. Así, la incapacidad de percibir la singularidad encuentra su homólogo en la importancia de las abstracciones, de aquello que razona a partir de lo general:
Quitarle su envoltura a cada objeto, triturar su aura, es la signatura de una percepción cuyo sentido para lo igual en el mundo ha crecido tanto que incluso, por medio de la reproducción, le gana terreno a lo irrepetible. Se denota así en el ámbito plástico lo que en el ámbito de la teoría advertimos como un aumento de la importancia de la estadística.

¿Qué se hace entonces frente a la pérdida del aura? Frente a la reproductibilidad del arte y la eliminación de su fundamento cultural, este reacciona de dos formas: a) con la teoría del art pour l'art o la teología del arte, que trata de restituir la organicidad perdida solo dentro del arte (arte utopista cuya utopía es el arte mismo) y b) la teoría del arte puro (teología negativa), tratando de negar la conexión del arte con otra cosa que no sea él mismo. Es decir, no hay inteligibilidad posible de algo más allá del mismo arte.
Al irrumpir el primer medio de reproducción de veras revolucionario, a saber la fotografía (a un tiempo con el despunte del socialismo), el arte sintió la proximidad de la crisis (que después de otros cien años resulta innegable), y reaccionó con la teoría de «l'art pour l'art», esto es, con una teología del arte. De ella procedió ulteriormente ni más ni menos que una teología negativa en figura de la idea de un arte «puro» que rechaza no sólo cualquier función social, sino además toda determinación por medio de un contenido objetual.
En ausencia de cualquier valor ritual o tradicional, el arte en la época de su reproductibilidad técnica está basado en la práctica de la política. La consecuencia de la pérdida del aura es la politización del arte:  "En el mismo instante en que la norma de la autenticidad fracasa en la producción artística, se trastorna la función íntegra del arte. En lugar de su fundamentación en un ritual aparece su fundamentación en una praxis distinta, a saber, en la política"; es decir, cuando un arte como el cine no puede producir valores culturales por definición (porque estaban basados en la singularidad), produce un valor intrínsecamente político. Benjamin define así los contornos del sentido del arte: el arte no puede reclamar su autonomía frente a una tecnificación que es inevitablemente política.

### La pérdida de la experiencia

Angelus Novus de Paul Klee, obra que Benjamin aborda en su Tesis sobre la filosofía de la historia.

La nueva posición del arte configura también una nueva forma de percepción social. El cambio de percepción no atañe sólo a los objetos de arte, sino que se refleja en ellos en tanto que es una característica propia de la modernidad. «Despojada de todo aparato, la realidad es en este caso sobremanera artificial, y en el país de la técnica la visión de la realidad inmediata se ha convertido en una flor imposible». Benjamin ejemplifica el efecto de la mediación técnica sobre la percepción con el caso del actor de cine frente a la cámara: «En definitiva, el actor de teatro presenta él mismo en persona al público su ejecución artística; por el contrario, la del actor de cine es presentada por medio de todo un mecanismo». El actor no presenta él mismo su persona al público porque su actuación no es seleccionada por él sino que está determinada por el mecanismo cinematográfico. La serie de cortes elegidos por el director convierten al actor, despojado de su aura, en una cosa que puede ser dispuesta libremente por la voluntad del director.
Esto precisamente hace posible que el arte se convierta en un objeto de análisis de la forma en que el hombre se aliena de su trabajo: «El cine es por lo tanto el primer medio artístico que está en situación de mostrar cómo la materia colabora con el hombre. Es decir, que puede ser un excelente instrumento de discurso materialista».
Es un proceso análogo al del doble siniestro, la 'repetición' del actor provoca la consciencia de la pérdida de su singularidad y de su aura:
El extrañamiento del actor frente al mecanismo cinematográfico es de todas, tal y como lo describe Pirandello, de la misma índole que el que siente el hombre ante su aparición en el espejo. Pero es que ahora esa imagen del espejo puede despegarse de él, se ha hecho transportable.
Se distingue en la anterior cita un esbozo de la importancia de la repetición y la cita, el poder disruptor de la dislocación temporal de un evento. La importancia de esta estrategia será desarrollada en su posterior Tesis sobre la filosofía de la historia. 
De manera análoga a la pérdida del aura del actor, se produce la conversión del espectador en experto. Benjamin nota que todos se sienten con derecho a opinar y encuentran los medios para hacerlo: los carteros en bicicleta opinan sobre el ciclismo internacional y las cartas en los periódicos democratizan el acceso a la publicación de lo que cualquiera escriba. Asimismo, el hombre de la calle se transforma, como en Rusia, en el protagonista de las obras de arte. El concepto de 'test óptico' utilizado por Benjamin para calificar la actividad del público refleja la convergencia de una forma de experiencia de la modernidad y su modo de producción. En conjunto con el mecanismo cinematográfico, el espectador hace test óptico, se coloca a sí mismo en el nivel de la máquina. Con esto converge la labor alienada del actor con la percepción mediada por la técnica del espectador. Esta transformación de la experiencia será distinguida más adelante como el tránsito de la Erfahrung en la Erlebnis, de la experiencia a la vivencia, es decir, a la mera recopilación de eventos cuya singularidad está perdida en la generalidad. 
Otra consecuencia surge de la pérdida de experiencia genuina en la modernidad: la transformación de la actitud crítica del público:
Cuanto más disminuye la importancia social de un arte, tanto más se disocian en el público la actitud crítica y la fruitiva. De lo convencional se disfruta sin criticarlo, y se critica con aversión lo verdaderamente nuevo. En el público del cine coinciden la actitud crítica y la fruitiva.
 Es decir, a pesar de que el cine proponga un tipo de arte no convencional, esto es, un arte con importancia social, es recibido con una actitud fruitiva, siempre tiene un público. Esta apreciación ha sido repetida por otros críticos que apuntan a la masividad del cine aunque atribuyéndosela a otros factores como su "impresión de realidad", su capacidad de acercar a la realidad a diferencia de Benjamin que acentúa la capacidad para alejarla.

### El rol del cine en la modernidad
El cine, según Benjamin es el perfecto representante de la forma de percepción de la modernidad. Esto debido a que el cine está desprovisto necesariamente de su carácter aurático 
En las obras cinematográficas la posibilidad de reproducción técnica del producto no es, como por ejemplo en las obras literarias o pictóricas, una condición extrínseca de su difusión masiva. Ya que se funda de manera inmediata en la técnica de su producción.
El cine además posee la capacidad de aislar los elementos y recomponerlos en otra forma. La «capacidad aislativa del cine» permite un acceso al «inconsciente óptico», análogo al inconsciente pulsional. Este inconsciente óptico se devela en el momento en que la cámara pone más atención en algún aspecto que para la percepción humana normal pasa desapercibido.
Por otra parte, el modo de percepción propio del cine, la disipación, es el que responde a los requerimientos de la modernidad. Mientras que el arte anterior al cine requería un recogimiento y una contemplación, el cine requiere un grado de dispersión propio de la masa:
Disipación y recogimiento se contraponen hasta tal punto que permiten la fórmula siguiente: quien se recoge ante una obra de arte, se sumerge en ella; se adentra en esa obra, tal y como narra la leyenda que le ocurrió a un pintor chino al contemplar acabado su cuadro. Por el contrario, la masa dispersa sumerge en sí misma a la obra artística.
Similar a la arquitectura, que impone una forma de «recepción táctil», es decir, una forma de percepción que se basa en el uso, el cine se opone a la «recepción óptica», a la contemplación detenida de una obra. 